# Villa ceballosi
Villa ceballosi är en tvåvingeart som beskrevs av Andreu Rubio 1959. Villa ceballosi ingår i släktet Villa och familjen svävflugor. Inga underarter finns listade i Catalogue of Life.